# هرقلية أفغانية
هرقلية أفغانية (الاسم العلمي:Heracleum afghanicum) هي نوع غير مؤكد من النباتات يتبع جنس الهرقلية من الفصيلة الخيمية. سمي هذا النوع نسبةً إلى أفغانستان.